# Shahrestān di Khalkhal
Lo shahrestān di Khalkhal (Azeri: Xalxal şəhəri ,  farsi: شهرستان خلخال) è uno dei 10 shahrestān della provincia di Ardabil, in Iran. Il capoluogo è Khalkhal. Lo shahrestān è suddiviso in 3 circoscrizioni (bakhsh): 
- Centrale (بخش مرکزی)
- Khorshrostam (بخش خورش رستم), con capoluogo Hashatjin.
- Shahrood (بخش شاهرود), con capoluogo Kolowr.